# Mary Lambert
Mary Lambert (13 de octubre de 1951) es una directora de cine estadounidense. 
Ha dirigido videos musicales, episodios en series de televisión y películas, principalmente en el género de terror.
Especialmente recordada es su colaboración con Madonna, a quien dirigió en varios de los vídeos musicales que la catapultaron al estrellato en la década de 1980, como los de «Borderline», «Like a Virgin», «Material Girl», «La isla bonita» y «Like a Prayer». También dirigió vídeos de Janet Jackson, Mick Jagger, Annie Lennox, Whitney Houston y Chris Isaak, entre otras muchas estrellas. Muchos de estos trabajos los realizó en su primera etapa y la ayudaron a dar el salto a la industria del cine.
Debutó en la gran pantalla con Siesta (1987), filme rodado en España con un llamativo reparto: Ellen Barkin, Gabriel Byrne, Isabella Rossellini, Jodie Foster, Julian Sands. Contó con la participación musical de Miles Davis y fue etiquetado como un filme «experimental» sobre la muerte y el sexo. No recibió críticas muy favorables, pero ello no impidió a Mary Lambert dirigir varios filmes más.

## Filmografía
- Siesta (1987)
- Pet Sematary (1989)
- Grand Isle (1991)
- Pet Sematary 2 (1992)
- Clubland (1999)
- The In Crowd (2000)
- Strange Frequency (2001)
- Halloweentown II: Kalabar's Revenge (2001)
- Urban Legends: Bloody Mary (2005)
- 14 Women (2007, documental)
- The Attic (2008)
- Mega Python vs. Gatoroid (2011)
- A Castle for Christmas (2021)
- Mejor Navidad ¡Imposible! (2023)